# Trentepohlia isis
Trentepohlia isis là một loài ruồi trong họ Limoniidae. Chúng phân bố ở vùng nhiệt đới châu Phi.